# Комерційне право
Комерційне право (також іноді — бізнесове право, торгове право, підприємницьке право) — галузь права, яка регулює діяльність в сфері торгового (комерційного) обігу.
До предмету комерційного (торгового) права відносять загальні вимоги до здійснення комерційної діяльності, корпоративне право, купівлю-продаж товарів та інші угоди між професійними учасниками ринкових відносин без участі споживачів (контрактне право), реєстрацію комерційних юридичних осіб, банкрутство, відносини комерційного посередництва, обіг цінних паперів, регулювання цін та конкуренції, бухгалтерської та іншої публічної звітності, інші сфери комерційних відносин.
В країнах англо-американського права одночасно із поняттям комерційного права застосовується поняття бізнесового права (анг. — business law)
У більшості країн світу комерційне право виокремлюється для цілей практичного поділу спеціалізації юристів та виділення освітніх програм університетів.
У багатьох країнах прийняті окремі комерційні кодекси (Австрія, Бельгія, Болгарія, Бразилія, Іспанія, Люксембург, Ліхтенштейн, Південна Корея, Словаччина, США, Туреччина, Україна, Франція, Естонія, Японія тощо). У країнах, де комерційне право виділяється як окрема галузь, часто одночасно приймаються цивільний і комерційний (підприємницьки, господарський) кодекси, причому загальна частина цивільного кодексу містить норми, які діють і для комерційного права. Так, разом з кодексом Наполеона (1804) був прийнятий Комерційний кодекс Франції (1807), а в Німеччині в 1900 році вступили в силу Німецьке цивільне уложення та Німецьке комерційне уложення (Комерційний кодекс). У науці цивільного права це отримало назву дуалізму приватного права.

## Суперечки щодо природи комерційного права
У науці українського права точаться дискусії із приводу галузевої природи комерційного права.
Висловлено два основних підходи у цій сфері.
Перший відстоюється представниками цивілістики та передбачає віднесення комерційного права до приватного права, коли комерційні відносини розглядаються лише як різновид приватно-правових відносин.
Другий — представниками господарського права, що визначають комерційне право комплексним правовим утворенням, що поєднує публічно-правові та приватноправові норми, а також як підгалузь господарського (економічного) права. Прибічниками цього підходу наводяться аргументи щодо наявності в актах комерційного законодавства публічних вимог до порядку організації компаній, захисту конкуренції, публічної звітності, ціноутворення та навіть кримінальних й адміністративних норм у комерційних кодексах провідних країн світу, зокрема, у класичних комерційних кодифікаціях: Комерційному кодексі Франції та Німецькому комерційному уложенні.

## Динамізм та космополітичність комерційного права
Комерційне право характеризується надзвичайним динамізмом, що обумовлюється постійним пристосуванням правил ведення бізнесу під змінювані економічні відносини (зокрема, електронної комерції) та намаганням країн світу створити на власній терітиорії привабливіші умови ведення бізнесу для залучення інвестицій.
Комерційне право також розвивається завдяки різноманітним інтеграційних процесам, що відбувається у світі та у межах окремих країн.
Космополітичність комерційного права полягає у меншому врахуванні національних своєрідностей у актах комерційного законодавства у порівніння із цивільним, адміністративним чи кримінальним правом, що обумовлюється потребами міжнародних економічних відносин та глобалізації. У зв'язку із цим спостерігається процес уніфікації правил ведення бізнесу у різних країнах світу.
У європейських країнах значний поштовх до оновлення актів комерційного законодавства наданий директивами та іншими актами Європейського Союзу щодо побудови загальноєвропейського ринку товарів, послуг, капіталу і робочої сили.
Серед комерційних кодексів, прийнятих у XXI столітті, відзначаються:
- Комерційний кодекс Франції (2000) — фр. Code de Commerce de France[1];
- Комерційний кодекс Турецької республіки (2011) — тур. Türk Ticaret Kanunu[2];
- Господарський кодекс Королівства Бельгія (2013) — фр. Code de droit économique[3];
- Господарський кодекс України (2003)[4];
- Підприємницький кодекс Республіки Казахстан (2015)[5];
- Новий комерційний кодекс представлено Урядом Іспанії у парламент країни в 2014 році[6].

## Комерційні кодекси за країнами
- Підприємницький кодекс Австрії (2007) [Архівовано 3 Липня 2017 у Wayback Machine.]
- Комерційний кодекс Алжиру (1975) [Архівовано 2 Грудня 2016 у Wayback Machine.]
- Господарський кодекс Королівства Бельгія (2013)  [Архівовано 29 Листопада 2016 у Wayback Machine.]
- Комерційний кодекс (закон) Болгарії (1991) [Архівовано 22 Листопада 2016 у Wayback Machine.]
- Комерційний кодекс Болівії (1977) [Архівовано 2 Грудня 2016 у Wayback Machine.]
- Комерційний кодекс Бразилії (1850) [Архівовано 2 Грудня 2016 у Wayback Machine.]
- Комерційний кодекс Венесуели (1955) [Архівовано 2 Грудня 2016 у Wayback Machine.]
- Комерційний кодекс В'єтнаму (1997) [Архівовано 4 Грудня 2016 у Wayback Machine.]
- Комерційний кодекс Габону (2008) [Архівовано 2 Грудня 2016 у Wayback Machine.]
- Комерційний кодекс Домініканської Республіки (1884) [Архівовано 7 Грудня 2016 у Wayback Machine.]
- Комерційний кодекс Ефіопії (1960) [Архівовано 2 Грудня 2016 у Wayback Machine.]
- Комерційний кодекс Єгипту (1999) [Архівовано 2 Грудня 2016 у Wayback Machine.]
- Комерційній кодекс Індонезії (1847) [Архівовано 2 Грудня 2016 у Wayback Machine.]
- Комерційний кодекс Ірану (1932) [Архівовано 20 Грудня 2016 у Wayback Machine.]
- Комерційний кодекс Іспанії (1885) [Архівовано 21 Листопада 2016 у Wayback Machine.]
- Комерційний кодекс Йорданії (1966) [Архівовано 19 Листопада 2016 у Wayback Machine.]
- Підприємницький кодекс Республіки Казахстан (2015)  [Архівовано 6 Березня 2016 у Wayback Machine.]
- Комерційний кодекс Катару (2006) [Архівовано 2 Грудня 2016 у Wayback Machine.]
- Комерційний кодекс Кувейту (1980) [Архівовано 20 Грудня 2016 у Wayback Machine.]
- Комерційний кодекс Латвії (2000) [Архівовано 10 Червня 2016 у Wayback Machine.]
- Загальнонімецький комерційний кодекс, що застосовується у Ліхтенштейні (1861)
- Комерційний кодекс Люксембургу (1807) [Архівовано 2 Грудня 2016 у Wayback Machine.]
- Комерційний кодекс Лівії (2010) [Архівовано 2 Грудня 2016 у Wayback Machine.]
- Комерційний кодекс Мальти (1857) [Архівовано 1 Грудня 2016 у Wayback Machine.]
- Комерційний кодекс Марокко (1996) [Архівовано 1 Грудня 2016 у Wayback Machine.]* Комерційний кодекс Мексики (1889) [Архівовано 4 Грудня 2016 у Wayback Machine.]* Комерційний кодекс Макао (1999) [Архівовано 1 Грудня 2016 у Wayback Machine.]* Комерційний кодекс Монако (1866) [Архівовано 1 Грудня 2016 у Wayback Machine.]
- Комерційний кодекс Мозамбіку (2005) [Архівовано 1 Грудня 2016 у Wayback Machine.]
- Комерційний кодекс Нідерландів (1838) [Архівовано 2 Грудня 2016 у Wayback Machine.]
- Комерційний кодекс Німеччини (1897) [Архівовано 2 Грудня 2016 у Wayback Machine.]
- Комерційний кодекс Нікарагуа (1914) [Архівовано 19 Квітня 2017 у Wayback Machine.]
- Комерційний кодекс Португалії (1888) [Архівовано 2 Грудня 2016 у Wayback Machine.]
- Кодекс комерційних компаній Португалії (1986) [Архівовано 1 Грудня 2016 у Wayback Machine.]
- Комерційний кодекс Південної Кореї (1962) [Архівовано 20 Грудня 2016 у Wayback Machine.]
- Уніфікований Комерційний кодекс Сполучених штатів Америки  (1952)  [Архівовано 6 Березня 2021 у Wayback Machine.]
- Комерційний кодекс Сирії (2007)
- Комерційний кодекс Словаччини (1991) [Архівовано 20 Листопада 2016 у Wayback Machine.]
- Комерційний кодекс Тунісу (1959) [Архівовано 2 Грудня 2016 у Wayback Machine.]
- Комерційний кодекс Туреччини (2011) [Архівовано 22 Лютого 2018 у Wayback Machine.]
- Господарський кодекс України (2003)  [Архівовано 25 Листопада 2016 у Wayback Machine.]
- Комерційний кодекс Франції (2000)  [Архівовано 20 Грудня 2016 у Wayback Machine.]
- Комерційний кодекс Чилі[es] (1865)  [Архівовано 23 Вересня 2016 у Wayback Machine.]
- Комерційний кодекс Естонії (1995) [Архівовано 24 Листопада 2016 у Wayback Machine.]
- Господарський кодекс Естонії (2011)  [Архівовано 23 Листопада 2016 у Wayback Machine.]
- Комерційний кодекс Японії (1899) [Архівовано 20 Квітня 2017 у Wayback Machine.]